# Шинна колія

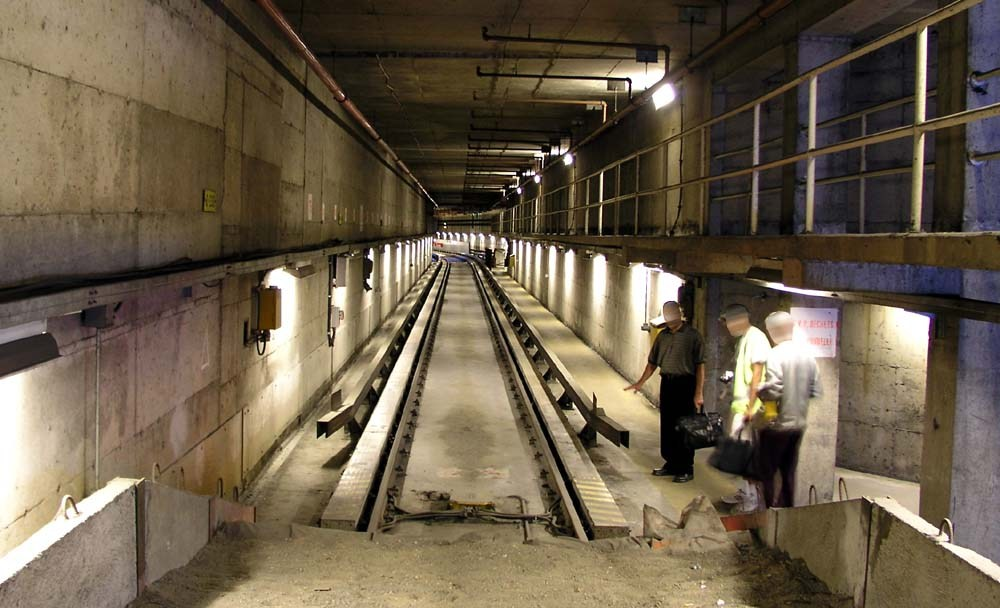
Вид на колію з буферу вловлювального тупику. Монреальський метрополітен, поблизу станції Beaugrand, де видно у розрізі напрямні рейки, залізобетонні колії та залізничну колію

Шинна колія, або шинний схил — полотно, встановлене на бетонні плити або на шпали з зовнішньої сторони рейок залізничної колії шинного метро або вздовж нестандартної колії шинного трамваю.
- Із залізничною колією:
  - У Монреальському метрополітені — із залізобетону на бетонній плиті.
  - У Паризькому метрополітені — двотавр на шпалах.
  - Метрополітен Мехіко — двотаврова колія.
  - Метрополітен Сантьяго: підземна частина — залізобетон, наземна частина — двотавр.
  - Лозаннський метрополітен, M2 — двотавр
  - Ліонський метрополітен (лінії A, B та D) — двотавр

  - Метрополітен Лілля — залізобетон
  - Тулузький метрополітен — залізобетон.
- Без залізничної колії:
  - Метрополітен Саппоро листова сталь із напрямною рейкою посередині
  - Пусанський метрополітен, Четверта лінія, вагони йдуть просто по бетонних плитах між напрямними балками
  - Багато систем автоматичних залізниць на малі відстані, наприклад, Crystal Mover, проходять просто бетонними плитами або іншими поверхнями між напрямними балками
  - Декотрі шпурбуси, шинні трамваї, наприклад, Транслор або Bombardier Guided Light Transit, як дорожне полотно використовують бетонні плити, а напрямок керується за допомоги центральної рейки

## Читайте також
- Метрополітен з шинним ходом[en]